# Sultans of Swing: The Very Best of Dire Straits
Sultans of Swing: The Very Best of Dire Straits – kompilacja utworów zespołu rockowego Dire Straits wydana w 1998 roku. W 2006 roku Mercury Records wydała kompilację na DVD.

## Lista utworów
CD 1
1. "Sultans of Swing" – 5:45
2. "Lady Writer" – 3:39
3. "Romeo and Juliet" – 5:51
4. "Tunnel of Love" – 8:07
5. "Private Investigations" – 5:45
6. "Twisting by the Pool " – 3:30
7. "Love over Gold - Live" – 3:27
8. "So far Away" – 4:02
9. "Money for Nothing" – 4:05
10. "Brothers in Arms" – 4:56
11. "Walk of Life" – 4:07
12. "Calling Elvis" – 4:37
13. "Heavy Fuel" – 4:54
14. "On Every Street" – 4:34
15. "Your Latest Trick – Live" – 6:29
16. "Local Hero/Wild Thema – Live" – 4:19

CD 2
1. "Calling Elvis" (live) – 9:05
2. "Walk of Life" (live) – 5:28
3. "Last Exit to Brooklyn" (live) – 2:23
4. "Romeo and Juliet" (live) – 7:30
5. "Sultans of Swing" (live) – 13:14
6. "Brothers in Arms" (live) – 8:54
7. "Money for Nothing" (live) – 6:37

- (live) - ("na żywo")

## Certyfikacje
| Organizacja      | Certyfikat | Data                  |
| ---------------- | ---------- | --------------------- |
| BPI – UK         | Srebro     | 16 października, 1998 |
| BPI – UK         | Złoto      | 16 października, 1998 |
| IFPI – Europa    | Platyna    | 1998                  |
| SNEP – Francja   | Platyna    | 1998                  |
| ARIA – Australia | Platyna    | 1998                  |
| IFPI – Niemcy    | Złoto      | 1999                  |
| IFPI – Europa    | 4x Platyna | 2010                  |